# Ошировский
Ошировский — железнодорожный путевой пост (населённый пункт) в Называевском районе Омской области. В составе Черемновского сельского поселения.

## История
Основана в 1892 г. В 1928 г. разъезд № 50 состоял из 6 хозяйств, основное население — русские. В составе Лесковского сельсовета Называевского района Омского округа Сибирского края.

## Население
| 1926 | 2002 | 2010 |
| ---- | ---- | ---- |
| 27   | ↘14  | ↘9   |